# Heilige Geestkathedraal (Minsk)
De Kathedraal van de Heilige Geest (Wit-Russisch: Кафедральны сабор Сашэсця Святога Духа) is de kathedraal van het Wit-Russische exarchaat van het Patriarchaat van Moskou. De kathedraal is gelegen in de Wit-Russische hoofdstad Minsk.

## Geschiedenis
De geschiedenis van de kathedraal kan worden teruggevoerd naar de jaren 1633-1642. In die jaren, toen de stad nog deel uitmaakte van het Litouwse deel van Polen-Litouwen, werd hier een rooms-katholiek klooster van de bernardijnenorde gebouwd. De kerk werd bij een brand in 1741 beschadigd. In 1856 verhuisden de bernardijnen naar Njasvizj en hun oude kerk werd overgedragen aan de orthodoxe kerk in 1860. Het gebied hoorde toen bij het Keizerrijk Rusland. Op verzoek van aartsbisschop Alexandr Dobrynin werd er in 1869 een klooster gevestigd voor mannen. De kerk en de aangrenzende gebouwen werden vervolgens gerestaureerd en voor de orthodoxe liturgie aangepast. Een voor die tijd behoorlijk forse som geld van 13.000 roebel werd aan het werk besteed en aan de oprichting van een nieuwe iconostase. Het klooster werd ingewijd op 4 januari 1870 (juliaanse kalender). De nieuwe kloostergemeenschap was afkomstig van het Drie-eenheidsklooster van Sloetsk.

## Sovjet-periode
De bolsjewieken gelastten de sluiting van de monastieke gemeenschap in 1922.

## Heropening
De kerk is tegenwoordig de orthodoxe kathedraal van Minsk. De iconostase van de kerk bevat een aantal mooie iconen van de Moskouse Academische School. Het meest kostbare voorwerp in de kathedraal is echter een door de bewoners van Minsk omstreeks het jaar 1500 gevonden miraculeus icoon van de Moeder Gods. In de kerk bevinden zich ook de relieken van de orthodoxe heilige Sofia van Sloetsk.